# Wojciech Skóra
Wojciech Jerzy Skóra (ur. w 1964 w Koszalinie) – polski historyk, prof. dr hab. Akademii Pomorskiej w Słupsku.

## Życiorys
Ukończył II Liceum Ogólnokształcące im. Adama Mickiewicza w Słupsku. W latach 1983–1988 studiował historię w Wyższej Szkole Pedagogicznej w Słupsku. Po jej ukończeniu został asystentem prof. Andrzeja Czarnika w Instytucie Historii tejże uczelni. 
W 1998 uzyskał (z wyróżnieniem) w Instytucie Historii Uniwersytetu Gdańskiego stopień doktora nauk humanistycznych w zakresie historii na podstawie pracy Działalność Konsulatu Rzeczypospolitej Polskiej w Szczecinie w latach 1925-1939 (promotor: Marian Mroczko). Tego roku otrzymał nagrodę Gdańskiego Towarzystwa Naukowego za „wybitne osiągnięcia w dziedzinie nauk społecznych i humanistycznych”. Dwie kadencje był członkiem senatu uczelni. 
Stopień doktora habilitowanego uzyskał w 2007 na Uniwersytecie Szczecińskim (podstawą była książka „Służba konsularna Drugiej Rzeczypospolitej. Organizacja, kadry i działalność”, Toruń 2006). 
Od 2008 jest profesorem nadzwyczajnym w Akademii Pomorskiej w Słupsku, gdzie kieruje Zakładem Historii XX Wieku. Jest członkiem Instytutu Kaszubskiego, Instytutu Bałtyckiego w Gdańsku, Gdańskiego Towarzystwa Naukowego i Polskiego Towarzystwa Historycznego (w przeszłości – członek zarządu i wiceprezes oddziału Słupskiego). Obecnie prowadzi badania w trzech podstawowych zakresach: historii stosunków międzynarodowych w XX wieku, dziejów szeroko rozumianego Pomorza oraz działalności wywiadu wojskowego Drugiej Rzeczypospolitej. Brał udział w kilkudziesięciu konferencjach naukowych, krajowych i zagranicznych. Jest autorem kilku monografii oraz ponad 100 artykułów naukowych, które ukazały się, między innymi, w „Dziejach Najnowszych”, „Zapiskach Historycznych”, „Przeglądzie Historyczno-Wojskowym”, „Przeglądzie Orientalistycznym”, „Przeglądzie Zachodniopomorskim” i „The Polish Foreign Affairs Digest”. Stypendysta Fundacji z Brzezia Lanckorońskich (Polska Akademia Umiejętności). Od 2015 członek Komitetu Nauk Historycznych Polskiej Akademii Nauk.
Tytuł profesora uzyskał w 2014.

## Wybrane publikacje naukowe

### Monografie
- Kaszubi i słupski proces Jana Bauera w 1932 roku. Z dziejów polskiego ruchu narodowego na Pomorzu Zachodnim (część 1), Poznań-Słupsk 2016, ss. 367.
- Konsulat Rzeczypospolitej Polskiej w Szczecinie w latach 1925-1939. Powstanie i działalność, Słupsk 2001, ss. 295.
- Służba konsularna Drugiej Rzeczypospolitej. Organizacja, kadry i działalność, Toruń 2006, ss. 953.
- Placówka w Chojnicach. Z działalności wywiadu polskiego na Pomorzu Zachodnim w dwudziestoleciu międzywojennym, Słupsk – Chojnice 2006, ss. 247.
- Działalność gdańskiej ekspozytury polskiego wywiadu wojskowego w latach 1920-1930 (Pomorze Zachodnie, Prusy Wschodnie i Wolne Miasto Gdańsk), Poznań 2011, ss. 368.
- Placówki wywiadu polskiego w Chojnicach. Przyczynek do dziejów Pomorza Zachodniego i Nadwiślańskiego w dwudziestoleciu międzywojennym, Poznań 2011, ss. 458 (wydanie II, poprawione i uzupełnione, Chojnice 2012, ss. 421).

### Redakcje
- Miscellanea pomorskie. Studia z dziejów Pomorza Zachodniego i Nadwiślańskiego, pod red. W. Skóry, Słupsk 2008, ss. 193.
- Polska i sąsiedzi. Studia z dziejów kultury, gospodarki i myśli politycznej. Księga pamiątkowa ofiarowana profesorowi Marianowi Mroczce w 70. rocznicę urodzin, pod red. M. Hejgera i W. Skóry, Pruszcz Gdański – Słupsk 2010, ss. 758.
- Studia nad wywiadem i kontrwywiadem Polski w XX wieku, t. 1, red. W. Skóra, P. Skubisz, Szczecin 2012, ss. 774.
- Studia nad wywiadem i kontrwywiadem Polski w XX wieku, t. 2, red. W. Skóra, P. Skubisz, Szczecin 2015, ss. 765.
- Studia nad wywiadem i kontrwywiadem Polski w XX wieku, t. 3, red. W. Skóra, P. Skubisz, Szczecin 2016, ss. 780.
- Polskie Dokumenty Dyplomatyczne 1933, red. Wojciech Skóra, współpraca Piotr Długołęcki, Warszawa 2015.

### Wybrane artykuły i materiały
- Auswärtige Nationalitätenpolitik. Der konsularische Dienst der Zweiten Republik Polen und die nationalen Minderheiten (1918–1939), „Zeitschrift für Ostmitteleuropa-Forschung” 2013, nr 62/2, s. 206-232.
- Czy MSZ II Rzeczypospolitej było zdominowane przez arystokrację i ziemiaństwo?, [w:] Polacy i sąsiedzi - dystanse i przenikanie kultur, cz. III, pod red. R. Wapińskiego, Gdańsk 2002, s. 150-175.
- Działalność ekspozytury polskiego wywiadu w Grudziądzu w latach 1920-1921, „Zapiski Historyczne” 2003, z. 4, s. 89-108.
- Działalność polskiej służby konsularnej na terenach Rosji, Ukrainy i ZSRR w dwudziestoleciu międzywojennym (1918-1939), [w:] Ukraine. Europe. World. The International Collection of Scientific Works Founded in 2008, Issue 1, Ternopil 2008, s. 199-213.
- Działalność Ukraińców w Prusach Wschodnich w świetle raportu placówki wywiadu polskiego w Królewcu z 1925 roku, „Komunikaty Mazursko-Warmińskie” 2004, nr 2, s. 195-213.
- Konsekwencje przewrotu majowego w polskiej służbie konsularnej, [w:] Zamach stanu Józefa Piłsudskiego 1926 roku, pod red. M. Siomy, Lublin 2007, s. 405-424.
- Liczebność ludności kaszubskiej we wschodnich powiatach prowincji Pomorze w okresie dwudziestolecia międzywojennego, „Rocznik Gdański” 2004, z. 1-2, s. 5-31.
- Organizacja i pierwszy okres działalności polskich konsulatów w Harbinie i Władywostoku w latach 1920-1924, [w:] Polskie ślady na Dalekim Wschodzie. Polacy w Harbinie, pod red. A. Furiera, Szczecin 2008, s. 75-100.
- Pierwsze lata działalności polskiego wywiadu wojskowego w Wolnym Mieście Gdańsku (1920-1925), „Zapiski Historyczne” 2005, z. 1, s. 53-80.
- Początki działalności konsulatu polskiego w Czerniowcach (1919-1920), [w:] Istoriko-Politiczni Problemi Suczasnowo Switu. Zbirnik Naukowich Statej, t. 17-18, Czerniwci 2008, s. 143-149.
- The Cooperation between the Consular Services of II Republic and Military Intelligence, „The Polish Foreign Affairs Digest” 2004, nr 3, s. 169-205.
- Współdziałanie służby konsularnej II Rzeczypospolitej z wywiadem wojskowym, „Dzieje Najnowsze” 2004, z. 1, s. 21-43.
- Współpraca polskiego wywiadu z placówkami Ministerstwa Spraw Zagranicznych (1921-1923), „Przegląd Historyczno-Wojskowy” 2005, nr 1, s. 109-126.
- Żydzi polscy w międzywojennym Szczecinie, „Przegląd Zachodniopomorski” 2002, z. 1, s. 79-104.
- Z dziejów duszpasterstwa polskiego we Francji (w ocenie służby konsularnej Drugiej Rzeczypospolitej), [w:] Z dziejów chrześcijaństwa. Studia, szkice i materiały, t. I, pod red. P. Kurlendy i M. Wołosa, Poznań 2007, s. 127-140.
- Kapitan Czesław Brunner między II Rzeczpospolitą a PRL. Przyczynek do dylematów oficerów wywiadu polskiego w XX wieku, [w:] Wojsko-Polityka-Społeczeństwo. Studia z historii społecznej od antyku do współczesności, red. Jacek Jędrysiak, Daniel Koreś, Grzegorz Strauchold, Krzysztof Widziński, Warszawa 2013, s. 441-463.